# A2-es autópálya (Albánia)
Az A2-es autópálya (albánul: Autostradë 2) autópálya Albániában, Durrës és Vlorë között.

## Fordítás
- Ez a szócikk részben vagy egészben a Diaľnica A2 (Albánsko) című szlovák Wikipédia-szócikk fordításán alapul.  Az eredeti cikk szerkesztőit annak laptörténete sorolja fel. Ez a jelzés csupán a megfogalmazás eredetét és a szerzői jogokat jelzi, nem szolgál a cikkben szereplő információk forrásmegjelöléseként.